# فيبي باور
فيبي باور (بالإنجليزية: Phoebe Power)‏ هي شاعرة بريطانية، ولدت في 1993 في نيوكاسل أبون تاين في المملكة المتحدة.